# Cacatuopyga ruficornis
Cacatuopyga ruficornis is een vliegensoort uit de familie Mydidae. De wetenschappelijke naam van de soort is, geplaatst in het geslacht Mydas, voor het eerst geldig gepubliceerd in 1824 door Wiedemann.
De soort komt voor in India.